# تاتا آریا
تاتا آریا (انگلیسی: Tata Aria) یک شاسی بلند سایز متوسط است که توسط تاتا موتورز هند تولید می شود. تاتا آریا در ۵ ژانویه ۲۰۱۰ در نمایشگاه خودروی دهلی معرفی شد و در ۱۲ اکتبر ۲۰۱۰ به مشتریان عرضه شد.